# Oxaea rufa
Oxaea rufa är en biart som beskrevs av Heinrich Friese 1899. Oxaea rufa ingår i släktet Oxaea och familjen grävbin. Inga underarter finns listade i Catalogue of Life.